# 桃井恒和
桃井 恒和（ももい つねかず、1946年12月19日 - ）は、日本の新聞記者、実業家。株式会社読売巨人軍代表取締役会長。
株式会社読売新聞東京本社総務局局長、株式会社読売新聞東京本社執行役員、株式会社読売巨人軍ではオーナーや社長などを歴任した。

## 来歴

### 生い立ち
神奈川県出身。栄光学園高等学校を経て東京大学文学部卒業後の1970年に読売新聞社に入社。

### 読売新聞社
読売新聞では主に社会部記者として活動、犯罪報道を担当した。2000年3月に読売新聞東京本社社会部長に就任。2000年5月に京都大学で開催された『日本刑法学会』大会では第3分科会「犯罪報道と人権」にてマスコミ側関係者としてコメンテーターを務めている。
2002年1月に東京本社編集局次長、2003年に東京本社総務局人事部長、2004年には東京本社執行役員（総務局長兼任）にそれぞれ就任。

### 読売ジャイアンツ
2004年8月に社会部時代の上司であった滝鼻卓雄が、プロ野球球団「読売ジャイアンツ」の運営会社「読売巨人軍」の代表取締役オーナーに就任したことを受け、滝鼻に同道して読売巨人軍へ移り、同社の代表取締役社長に起用される。2011年6月7日、滝鼻の読売巨人軍オーナー勇退により、同社の社長現職のままオーナーを兼任（〜11月18日）。
2014年6月10日、株主総会および取締役会において、球団社長から球団会長に就任した。球団社長の後任は久保博。
2016年3月、球団会長を辞任。

## 関連人物
- 滝鼻卓雄
- 清武英利